# Latarnia Morska Stilo
Die Latarnia morska Stilo (deutsch Leuchtturm Stilo) ist Wahr- und Wappenzeichen der Landgemeinde Choczewo (Chottschow) an der polnischen Ostseeküste. Der 1904–1906 erbaute Leuchtturm ist 33,4 m hoch und steht auf einer 45 m hohen Düne in Osetnik (Stilo-Kathen), einer Siedlung des Schulzenamts Sasino (Sassin).
Er befindet sich zwischen dem Leuchtturm Czołpino (Scholpin) im Westen und dem Leuchtturm Rozewie (Rixhöft) im Osten.

## Geschichte

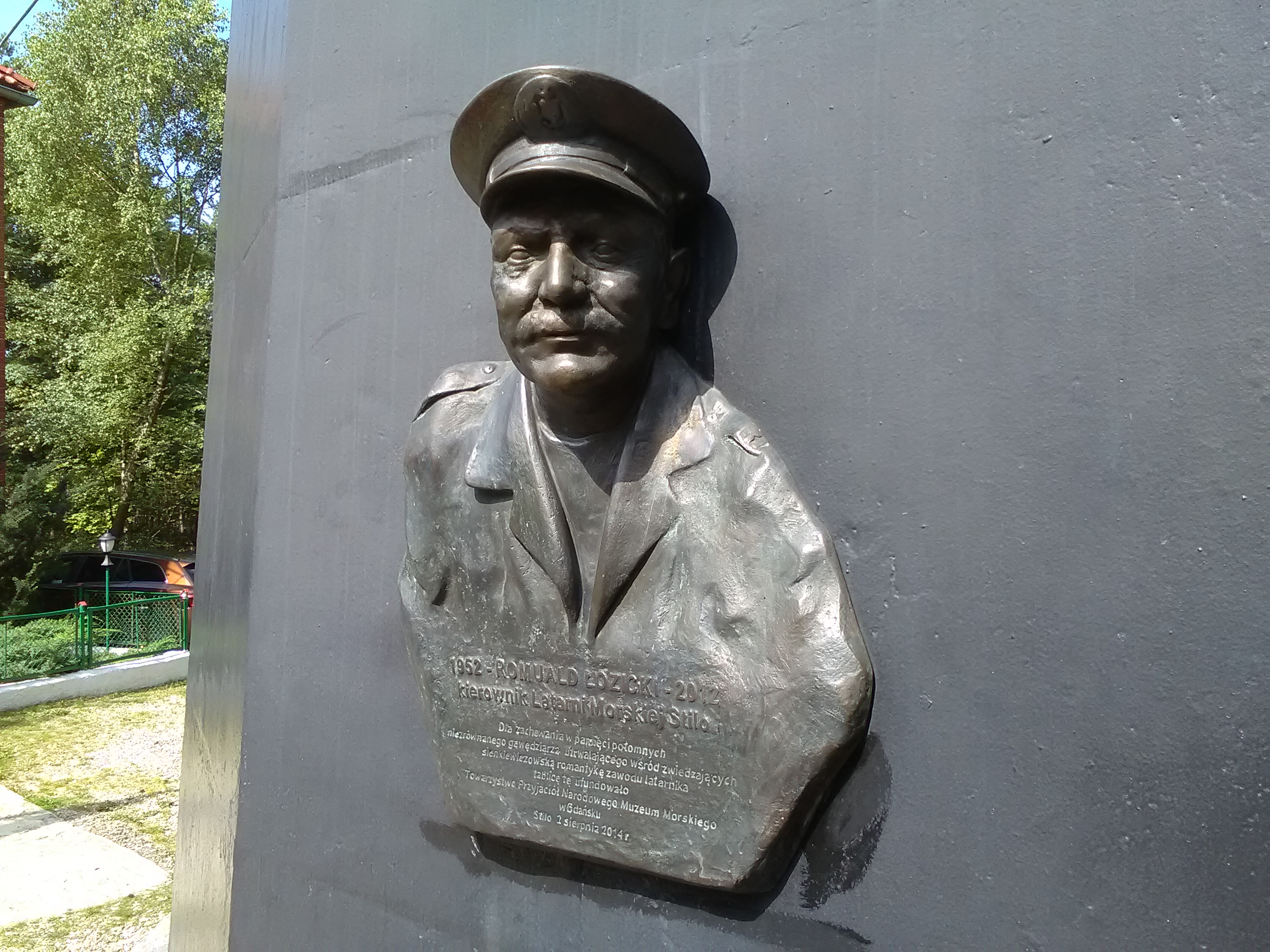
Porträt des Leuchtturmwärters Romuald Łozicki

Wappen der Gmina Choczewo

Beim Ausbau des Hafens errichtete man 1860 acht Kilometer östlich von Leba (heute Łeba) auf der sogenannten Stilodüne eine hölzerne Bake als Seezeichen. Weiß-rot angestrichen, hatte sie die Form eines achtseitigen Pyramidenstumpfs. Von 1904 bis 1906 wurde auf derselben Düne der heutige Leuchtturm montiert. Die gesamte Maschinenanlage und die Leuchte sind von der Firma Julius Pintsch in Berlin geliefert. Die Gläser der Leuchte sind von W. Weule in Goslar, die des Streuers von Nitsche & Günther in Rathenow gefertigt worden. Die Kosten der Anlage haben 275.000 Mark betragen.
Das alte Maschinenhaus wurde um 1938 durch ein neues Maschinen- und Wärterhaus am Fuß des Leuchtturms ersetzt. Den Betrieb kontrollierte früher eine vierköpfige Familie. Oskar Thoms und P. Pruztt werden als letzte deutsche Leuchtturmwärter genannt.
Seine ursprünglichen Farben Schwarz, Weiß, Rot wurden nach dem Zweiten Weltkrieg in umgekehrter Reihenfolge aufgetragen. Obwohl Stilo-Kathen seit 1948 amtlich Osetnik heißt, hat sich der verkürzte Name Stilo auch in polnischer Zeit erhalten. Im Jahr 1948 übernahm Stefan Łozicki, ein hochdekorierter Veteran der Schlacht um Monte Cassino (1944) das Amt des Leuchtturmwärters. Nach 33 Jahren gab er das Amt in die Hände seines Sohns, dessen Porträt am Turm angebracht ist. Nach Romuald und Weroniką Łozicki ist heute der Enkel Damian Łozicki in dritter Generation auf dem Leuchtturm tätig. Stilo ist einer der wenigen polnischen Leuchttürme an dem auch eine Frau angestellt ist. Im Jahr 1997 wurde der Anstrich des Turmes erneuert.
Bei einem Orkan konnte 1970 einem dänischen Schiff, dessen Maschine ausgefallen war, über Funk Hilfestellung gegeben werden.
Zum 100-jährigen Jubiläum erfolgte 2006 eine Generalüberholung des Turms mit neuem Anstrich.
Das Ensemble von Leuchtturm, zwei Maschinenhäusern, Wärterhaus, Nebengebäuden und Waldwegen wurde mit der Nummer 715212 in die polnische Denkmalliste eingetragen.
Der Turm wird vom Urząd Morski (Seeamt) in Gdynia unterhalten und betrieben.

## Beschreibung
Der Leuchtturm wurde vom Ingenieur Walter Körte geplant und auf einem Fundament aus Beton und Granit errichtet. Der 16-eckige Turm selbst besteht aus trapezförmigen, miteinander verschraubten Fertigelementen aus Stahlguss. Es gibt nur drei Leuchttürme dieser Bauart in der Welt. Insgesamt ist der Turm 33,4 m hoch. Die Laterne ist weiß gestrichen und hat zwei umlaufende Galerien. Das Leuchtfeuer befindet sich auf einer Höhe von 75 m über dem Meeresspiegel, bestrahlt einen Sektor von 50,5° bis 290,5° und hat eine Tragweite von 23 Seemeilen (43,5 km). Die Kennung des Feuers blieb seit der Installation unverändert: Eine Blitzgruppe von drei Blitzen (je 0,1 s), die alle zwölf Sekunden wiederkehrt, bei einer Folge von drei Sekunden. Das bedeutet je Gruppe: 0,1 s Blitz + 2,9 s Pause + 0,1 B. + 2,9 P. + 0,1 B. + 5,9 s Pause. Unterhalb der ersten Plattform sind die Antennen einer Mobilfunkstation angebracht.
Auf den Gasbrenner für das Leuchtfeuer folgte eine Gleichstrom-Bogenlampe mit Linse und Streuscheibe. Diese wurde 1926 durch eine spezielle 2000-W-Glühlampe ersetzt. Als Ausfallreserve diente eine Gaslampe. Um 1950 bis 1975 kam eine 2500-W-Glühlampe zum Einsatz. Die 2500-W-Glühlampe von (ca.) 1950 wurde 1975 von drei Scheinwerferpanelen mit je acht Halogenlampen abgelöst. Die Anlage wurde um 2003 erneuert. Notstromaggregat und Akkumulatoren können den Betrieb für 18 Stunden aufrechterhalten. Das Feuer wird von einer Fotozelle oder manuell eingeschaltet.
Bildergalerie

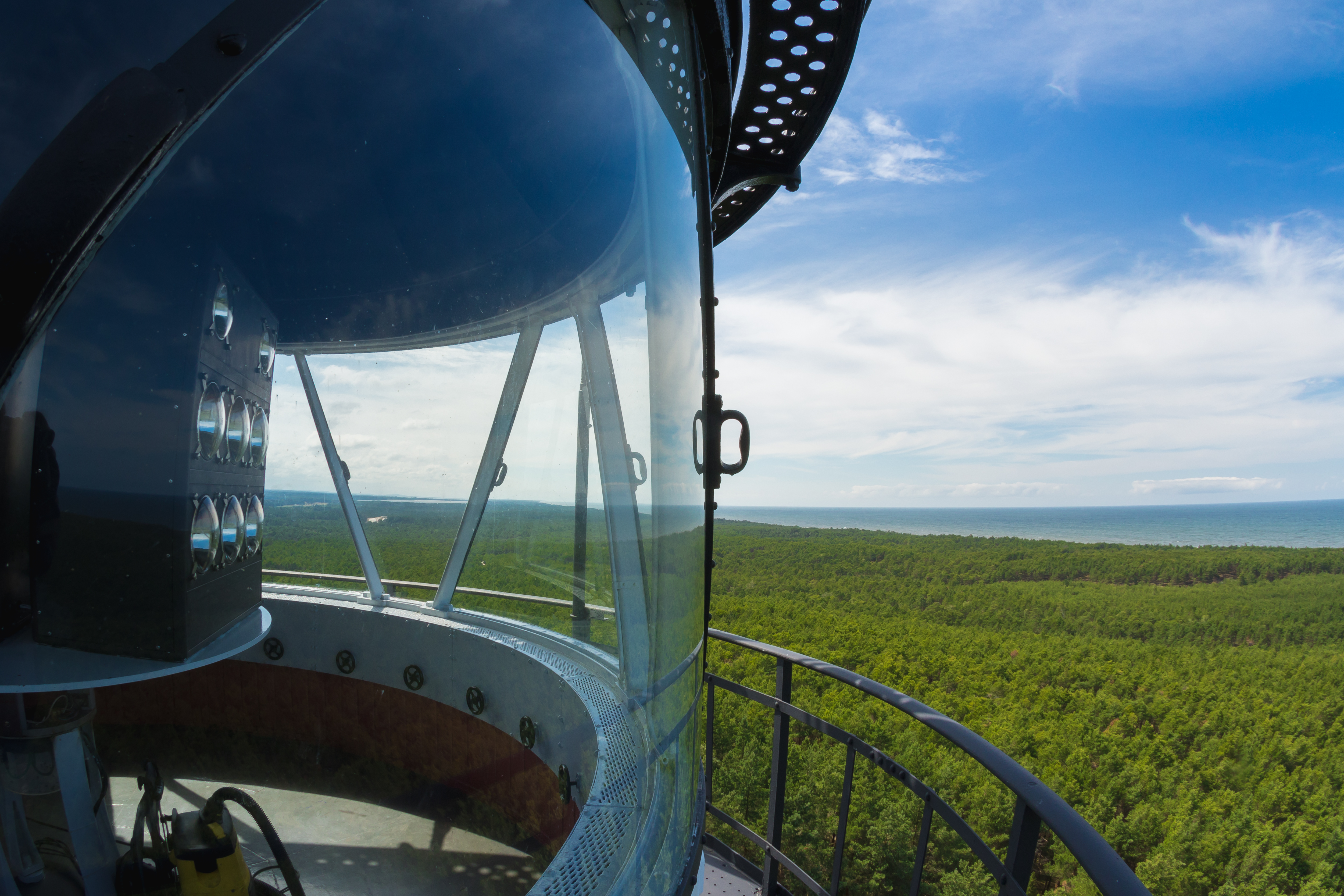
Panel des Leuchtfeuers
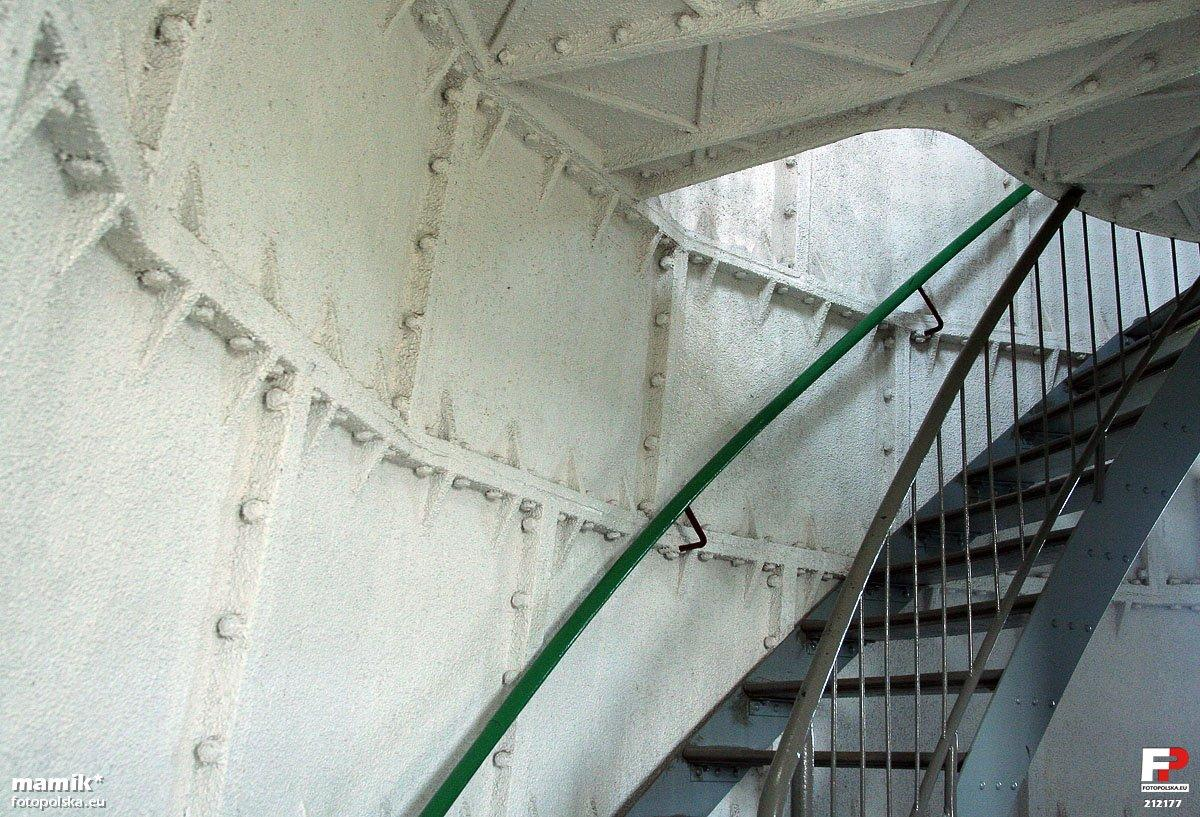
Detail der Konstruktion
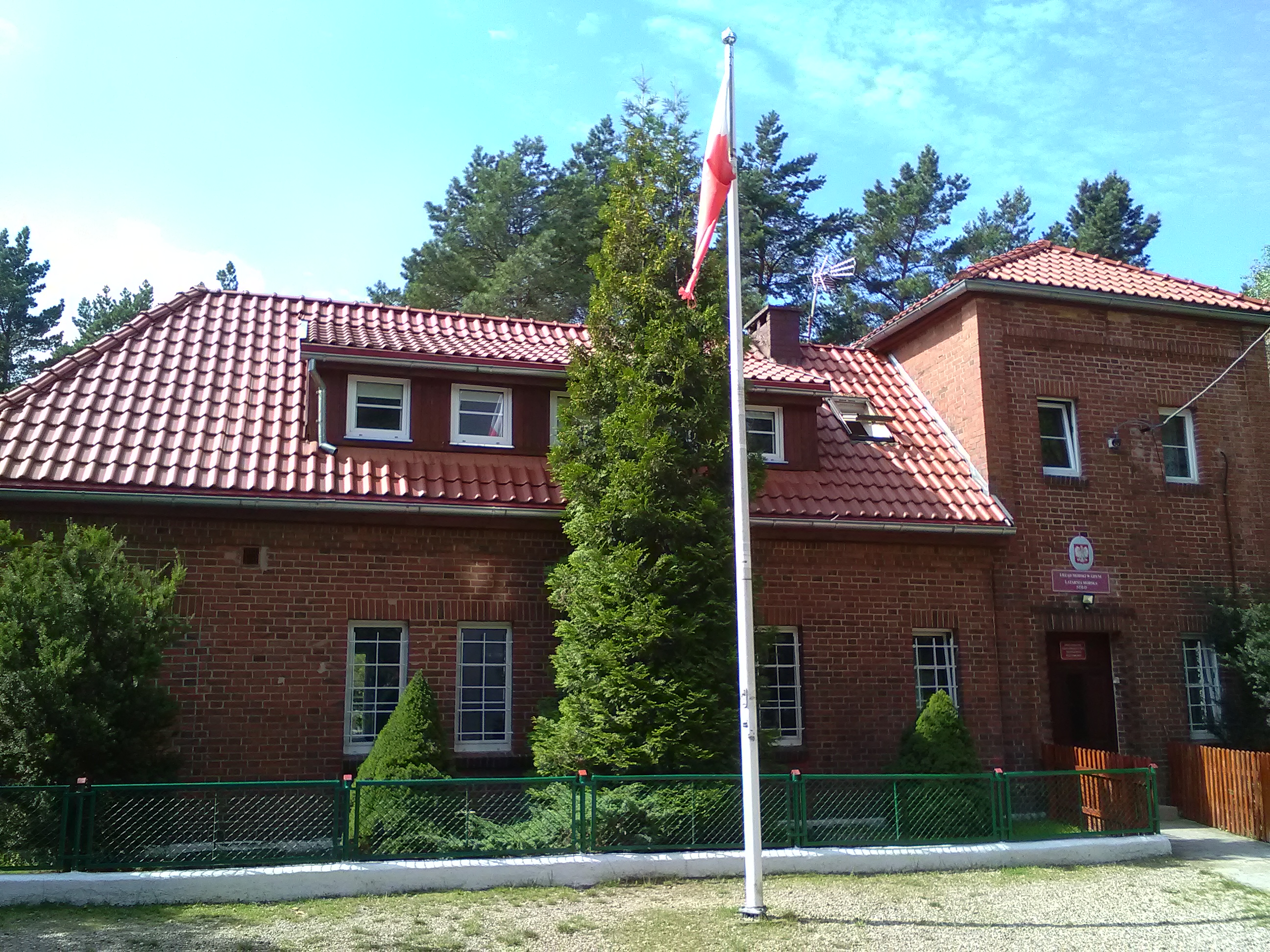
Maschinen- und Wärterhaus
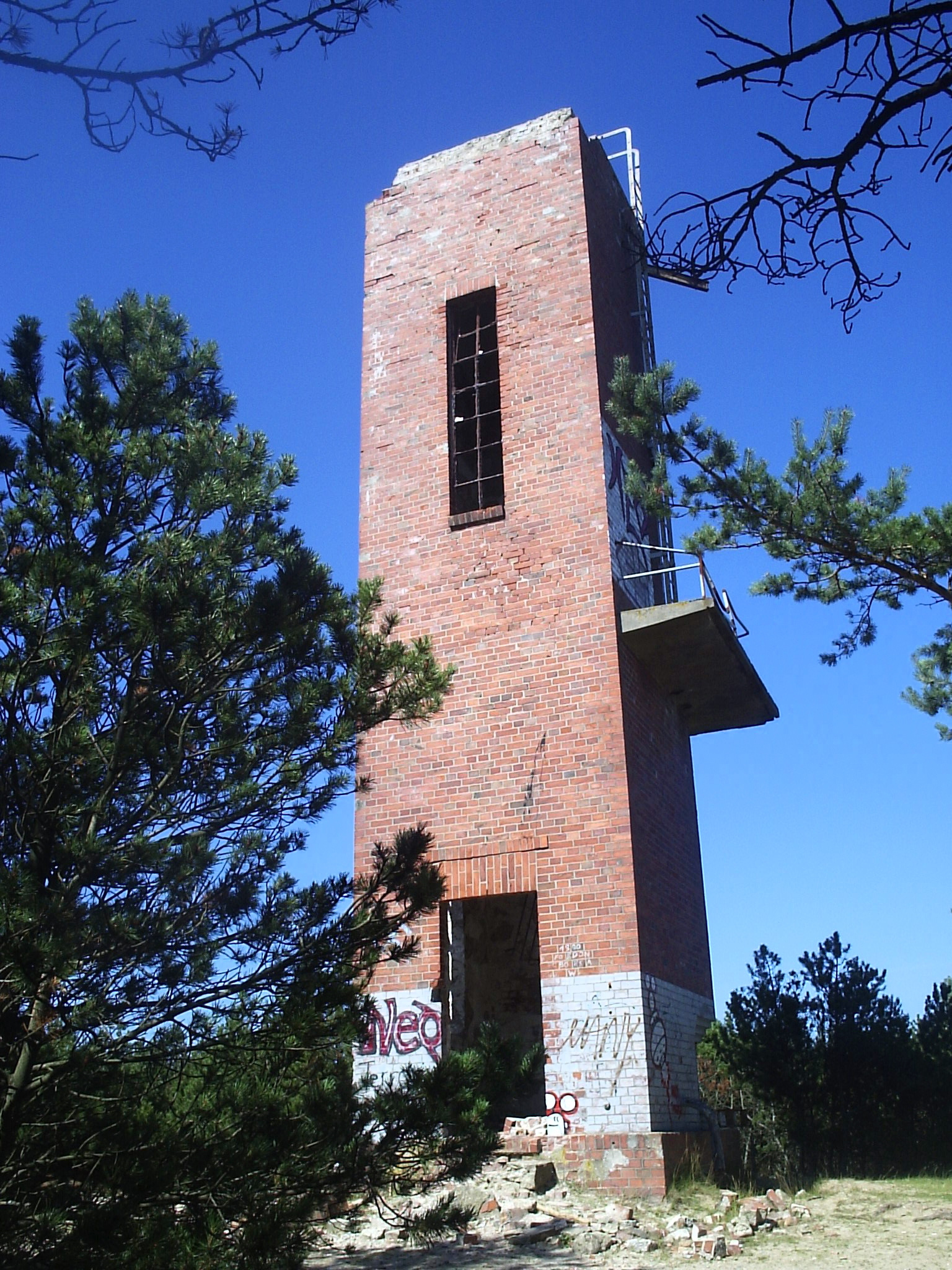
Turm des Nebelhorns

## Nebelhornanlagen

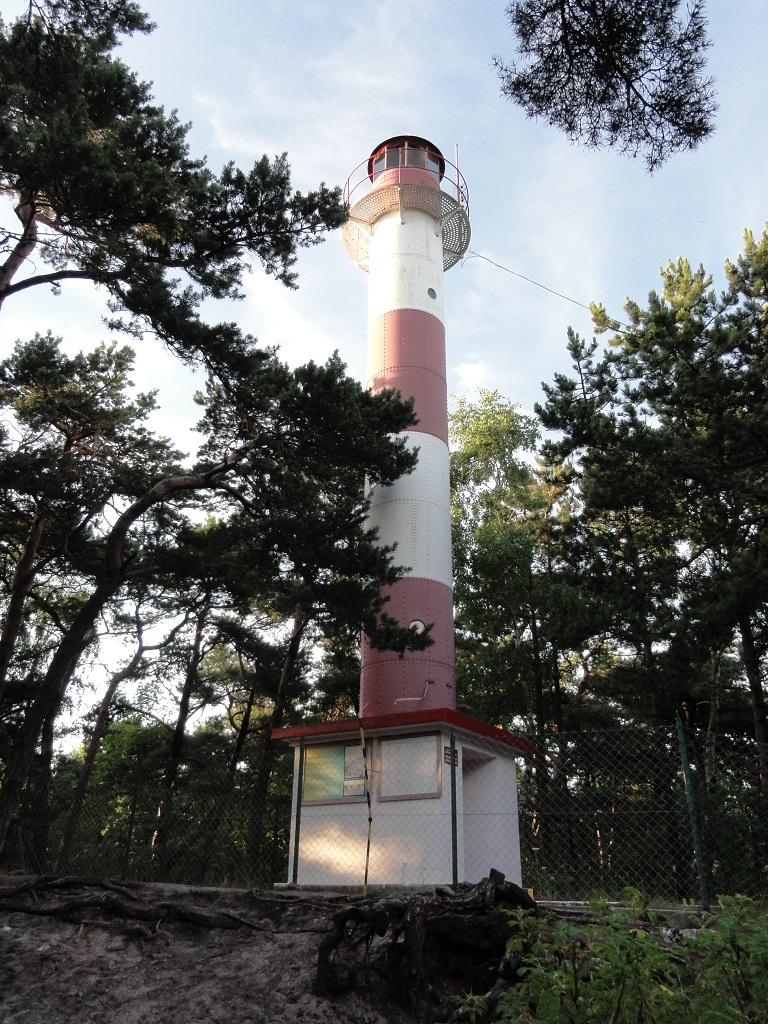
Leuchtturm Jastarnia

Gleichzeitig mit dem Bau des Leuchtturms wurde in Strandnähe ein Nebelhorn (poln. Nautofon) auf einem 19 m hohen stählernen Turm installiert. Die nötige Druckluft wurde im Maschinenhaus des Leuchtturmes erzeugt. Auch das Tonsignal hatte einen charakteristische Tonzyklus von 35 Sekunden. Die mittlere Signalfolge war: 2,6 s Ton + 3,6 s Pause + 2,6 Ton + 3,6 P. + 2,6 Ton + 20 s Pause.
Dieser Turm wurde in den 1950er Jahren durch einen etwa gleich hohen Turm in Ziegelbauweise ersetzt. Die Stahlröhre wurde demontiert und für den Wiederaufbau des 22 m hohen Leuchtturm Jastarnia (Heisternest) genutzt. Mitte der achtziger Jahre wurde die Anlage in Stilo stillgelegt, da auch Fischkutter inzwischen mit Radaranlagen ausgestattet waren. Zwei demontierte Nebelhörner sind am Leuchtturm ausgestellt. Neben dem Turm aus Ziegeln ist noch das Fundament des Stahlturms vorhanden.

## Sonstiges
Der Turm mit 122 Stufen kann seit 1992 besichtigt werden. Er ist von Juni bis August geöffnet. Am Leuchtturm gibt es einen Lehrpfad, der die Vegetation des Küstenwaldes erläutert. Die alte Lampe mit Diskuslinse befindet sich im Museum von Rozewie.
Stilo bzw. Stilo-Kathen erhielt seinen Namen von der Pächterfamilie Stylow, die dort in mehreren Generationen von 1784 bis 1861 ansässig waren.

## Philatelistische Würdigung
Im Jahr 2006 gab die polnische Post den ersten Briefmarkenblock einer neuen Serie mit Leuchttürmen der polnischen Küste heraus. Eine der vier Briefmarken zeigt den Leuchtturm Stilo, Wert 2,40 zł.